# Augusta z Harrachu
Augusta hraběnka z Harrachu (německy Auguste Gräfin von Harrach) (30. srpna 1800, Drážďany – 5. června 1873, Bad Homburg vor der Höhe) byla šlechtična pocházející z českého rodu Harrachů a jako kněžna lehnická druhá manželka pruského krále a braniborského markraběte Fridricha Viléma III.

## Život
Pocházela z českého šlechtického rodu Harrachů. Její otec byl Ferdinand Josef z Harrachu (1763–1841) a matka Jana Kristina Rajská z Dubnice (1767–1830). Svého budoucího chotě Bedřicha Viléma III. poznala v Teplicích, kde navštěvoval místní lázně.
Král Bedřich Vilém III. byl od roku 1793 ženatý s Luisou Meklenbursko-Střelickou. Ta však roku 1810 zemřela a král se stal vdovcem. Roku 1824 se za něj provdala Augusta z Harrachu, a to přesto, že nepocházela z panovnické rodiny, byla o 30 let mladší a byla římskokatolického vyznání. Dne 25. května 1826 přestoupila na protestantskou víru. Kněžna z Lehnice žila v Berlíně v paláci Prinzessinnenpalais a částečně také v zámku Schönhausen a v novém křídle zámku Charlottenburg. Během svého života často cestovala a navštívila kromě Švýcarska také Florencii, Řím či Anglii.
Manželství s Fridrichem Vilémem bylo bezdětné. Poslední roky jeho života o něj Augusta hodně pečovala. Roku 1873 Augusta zemřela během léčebného pobytu v lázních Homburg. Je pohřbena v kryptě mauzolea umístěného v zámeckém parku Charlottenburg poblíž svého chotě.
Byla kmotrou svého synovce, pozdějšího malíře Ferdinanda z Harrachu (1832–1915), syna jejího bratra Karla Filipa.